# Реєрскоп
Реєрскоп (нід. Reijerscop) — селище в нідерландській провінції Утрехт. Входить до муніципалітету Вурден.
Його площа становить 5,18 км², а населення станом на 2021 рік складало 145 осіб.
Перша згадка про населений пункт датується 1217 роком.